# Meet Mr. McNutley
Meet Mr. McNutley ist eine US-amerikanische Fernsehserie. Die Serie wurde zwischen 1953 und 1955 von Revue Studios für CBS produziert. Ab der zweiten Staffel wurde sie unter dem Titel The Ray Milland Show ausgestrahlt.

## Handlung
Ray McNutley ist Professor für Englische Sprache am Lynnhaven College, einer Mädchenschule. Alle Frauen schwärmen für ihn, mit Ausnahme des Dekans, Mr. Dodsworth. Seine verständnisvolle Ehefrau Peggy unterstützt ihn bei seiner Arbeit. Im zweiten Jahr wird er Theaterlehrer am gemischten College der Comstock University – nun unter dem Namen Mr. McNulty.

## Hintergrund
Der walisische Filmschauspieler und Oscarpreisträger Ray Milland verkörperte ab 1953 Professor McNutley sowohl im Radio als auch Fernsehen und ab der zweiten Staffel nur noch im Fernsehen. Die Fernsehserie wurde im Auftrag der Revue Studios, heute Universal Television, auf dem Gelände der Republic Studios in North Hollywood in Los Angeles produziert. Produzenten waren neben Joe Connelly und Bob Mosher auch Harry Tugend sowie Charles Barton, der auch bei einigen Folgen Regie führte. Die Serie wurde nach der zweiten Staffel abgesetzt.

## Ausstrahlung
Zwischen dem 17. September 1953 und dem 26. Mai 1955 wurde Meet Mr. McNutley auf CBS ausgestrahlt und von Studio USA Television vertrieben. Insgesamt wurden 77 Folgen der Fernsehserie in zwei Staffeln produziert; Sponsor war General Electric.
Die erste Staffel umfasste 40 Folgen und wurde zwischen dem 17. September 1953 und 17. Juni 1954 unter dem Titel Meet Mr. McNutley ausgestrahlt. Parallel zur Fernsehsendung wurden Folgen der ersten Staffel auch als Hörfunksendung produziert und im Radio gesendet. Ab der 37 Folgen umfassenden zweiten Staffel, die zwischen dem 16. September 1954 und 26. Mai 1955 ausgestrahlt wurde, wurde die parallele Ausstrahlung im Radio beendet. Der Serientitel änderte sich zudem in The Ray Milland Show, die teilweise auch als The Ray Milland Show: Meet Mr. McNulty bezeichnet wurde – mit geändertem Ort der Handlung und geändertem Nachnamen des Protagonisten.
Im deutschen Sprachraum wurde die in Monophonie und Schwarz-Weiß produzierte Comedy-Fernsehserie nicht ausgestrahlt, noch fand eine Zweitauswertung im Heimvideobereich statt.